# ブリ属
ブリ属（学名：Seriola）は、スズキ目アジ科の属の一つである。全世界の亜熱帯・温帯海域に分布する回遊性の大型肉食魚類で、食用魚として扱われる。

## 概要
他のアジ科魚類と同様に、小さい第一背鰭と長い第二背鰭を持ち、肛門と臀鰭の間に2本の遊離棘がある。全身細かい鱗に覆われるが、アジ亜科に顕著な側線上の稜鱗（ゼイゴ、ゼンゴ）は発達しない。多くの種は、稚魚の時代は横縞があり、成長とともに消失する。ブリやカンパチは消失が早い部類だが、バンデッド・ラダーフィッシュは30センチ前後に成長するまで横縞が残る。また、サムソンフィッシュは成熟した成魚でも、釣り上げると薄く横縞が浮き出てくる。成魚は背が緑・紫・青の寒色で、腹側は白色となる。ブリ・カンパチ・ヒラマサなどの成魚は、体の中央に黄色い縦帯が走っており、英名の Amberjack（琥珀のアジ）の由来となっている。学名 Seriola は、属の命名者ジョルジュ・キュヴィエの母国フランスでカンパチを指す Sériole に基づき、語源はラテン語で「土器の壺」を意味する。すべて肉食性で、小型魚・甲殻類・頭足類を摂食する。
寒流のベンゲラ海流流域に住むギニアン・アンバージャックや強い海流の流域から外れたオーストラリア大陸沿岸に住むサムソンフィッシュを除くと、三大洋の熱帯・亜熱帯の海域に広く分布し、黒潮流域に住むブリやメキシコ湾流流域に住むバンデッド・ラダーフィッシュが北に広く分布する。種によって差異はあるが、おおむね水深100m前後の沖合低層を回遊し、産卵期に岸辺へ接近する。そのため、漁場は沖合漁業・沿岸漁業が主で、陸釣り・船釣りの対象魚ともなる。
国際連合食糧農業機関（FAO）の推計によると、2014年に世界で生産（天然物の水揚量と養殖物の生産量の総計）されたブリ類（ブリ属に加えアイブリ等の近縁種を加えたもの）は約33万トンに達する。そのうち26万トンが日本で生産され、1万トンを超える国は中華人民共和国・大韓民国・インドネシアが占める。全世界の養殖生産量は年平均15万トン程度で推移しているが、その80%は日本と大韓民国で生産されるブリ・カンパチ・ヒラマサが占める。その他の地域では、ニュージーランドでヒラマサ、アメリカ合衆国でヒレナガカンパチの養殖が行われている。日本では刺身として生食されることが多いが、世界的には鮮魚・冷凍のほかにも塩漬けや干物に加工する地域もある。熱帯水域のサンゴ礁で生育した1m超のカンパチやヒラマサの老魚ではシガテラ毒を蓄積し、中毒症を起こす場合もある。

## 種
ブリ属 Seriola Cuvier, 1816 (Amberjack)  - 9種:
Seriola carpenteri F. J. Mather, 1971
英名：Guinean amberjack
流通する個体の体長40cm（最大72.5cm）。喜望峰付近からビスケー湾に至る大西洋東岸を中心に広く分布する。アフリカ沖ではカンパチと生息域が重なるために混同が多く、新種記載が極端に遅い1971年にずれ込んだ。暖かい海域に生息する種が多いブリ属としては例外的に、寒流のベンゲラ海流の流域に生息し、18-24度程度の水温に適している。
Seriola dumerili (A. Risso, 1810)
英名：Greater amberjack、和名：カンパチ
流通する個体の体長100cm（最大190cm）。地中海を含む三大洋の赤道を中心に亜熱帯・温帯水域に広く分布する汎存種。そのためジョルジュ・キュヴィエが新属を提唱した際にタイプ種に定めた。日本では天然物が市場に並ぶ機会は極めて少なく、ほぼ養殖物で占められている。ヨーロッパではイタリアやフランスなど地中海周辺で消費が多い。
Seriola fasciata (Bloch, 1793)
英名：Lesser amberjack
流通する個体の体長50cm（最大67.5cm）。ブラジルからアメリカ東海岸にかけての西大西洋、飛び地としてマデイラ諸島近海に分布する。ブリ属としては小型の種だが、新種の記載は1793年と最も早かった。マデイラ諸島産はギニアン・アンバージャックの生息域と重複するため、その見極めをさらに困難にした。稚魚の横縞は直線的ではなく、蛇行している。
Seriola hippos Günther, 1876
英名：Samson fish
最大体長150cm。グレートオーストラリア湾沿岸を中心に、オーストラリア大陸南半分やニュージーランド南島近海に分布するオセアニア固有種。日本の釣り愛好家には「ミナミカンパチ」の通称で呼ばれ、南半球でのゲームフィッシングの対象魚に挙げられる。オーストラリア・ニュージーランドでの食料としての流通量は多くはない。
Seriola lalandi Valenciennes, 1833
英名：Yellowtail amberjack、和名：ヒラマサ
流通する個体の体長80cm（最大250cm）。三大洋の南北回帰線を中心に亜熱帯・温帯水域に広く分布する汎存種。18-24度の低水温を好むため、温帯域の日本やニュージーランド、喜望峰付近まで広く分布する一方、赤道付近の熱帯水域は少ない。天然物は少なく、日本やニュージーランドでは養殖物が広く出回る。アジ科最大記録を持つ大型魚。
Seriola peruana Steindachner, 1881
英名：Fortune jack
流通する個体の体長40cm（最大57cm）。太平洋の赤道反流終点に近いメキシコ西海岸からエクアドルの沿岸、ガラパゴス諸島近海に生息する。ブリ属の中では生息域が最も狭く、また最小種で、現地では塩漬けや干物など保存食として加工される。
Seriola quinqueradiata Temminck & Schlegel, 1845
英名：Japanese amberjack、和名：ブリ
流通する個体の体長100cm（最大150cm）。日本列島を取り囲む東シナ海・太平洋・日本海に生息する、日本列島・朝鮮半島沿岸の固有種。古来より日本の食文化に大きく関わっており、消費量・漁獲高・養殖生産量とも他のブリ属を大きく引き離す。アジ科としては扁側が少なく、紡錘形に近い点で、カンパチやヒラマサと判別できる。ヨーロッパにはシーボルトによってその存在が知らされた。
Seriola rivoliana Valenciennes, 1833
英名：Almaco jack, highfin jack、和名：ヒレナガカンパチ
流通する個体の体長90cm（最大160cm）。三大洋の赤道を中心に亜熱帯・温帯水域に広く分布する汎存種。赤道直下の高水温から黄海やペルー沖の冷水域まで広く分布し、水深30m程度の浅い海でも活動できる。アメリカ合衆国では養殖魚の一つとなっている。第二背鰭と腹鰭の先端が上下に尖っている。
Seriola zonata (Mitchill, 1815)
英名：Banded rudderfish
流通する個体の体長50cm（最大75cm）。カリブ海・メキシコ湾を含む。ブラジルからカナダ沖までの大西洋西岸に生息する固有種。フォーチュン・ジャックに次ぐ小型種。英名にあるように、30cm程度の若魚に育つまで横縞模様が消えず、生涯横縞が消えない近縁種のブリモドキの英名と同じ Pilotfish という通称もある。

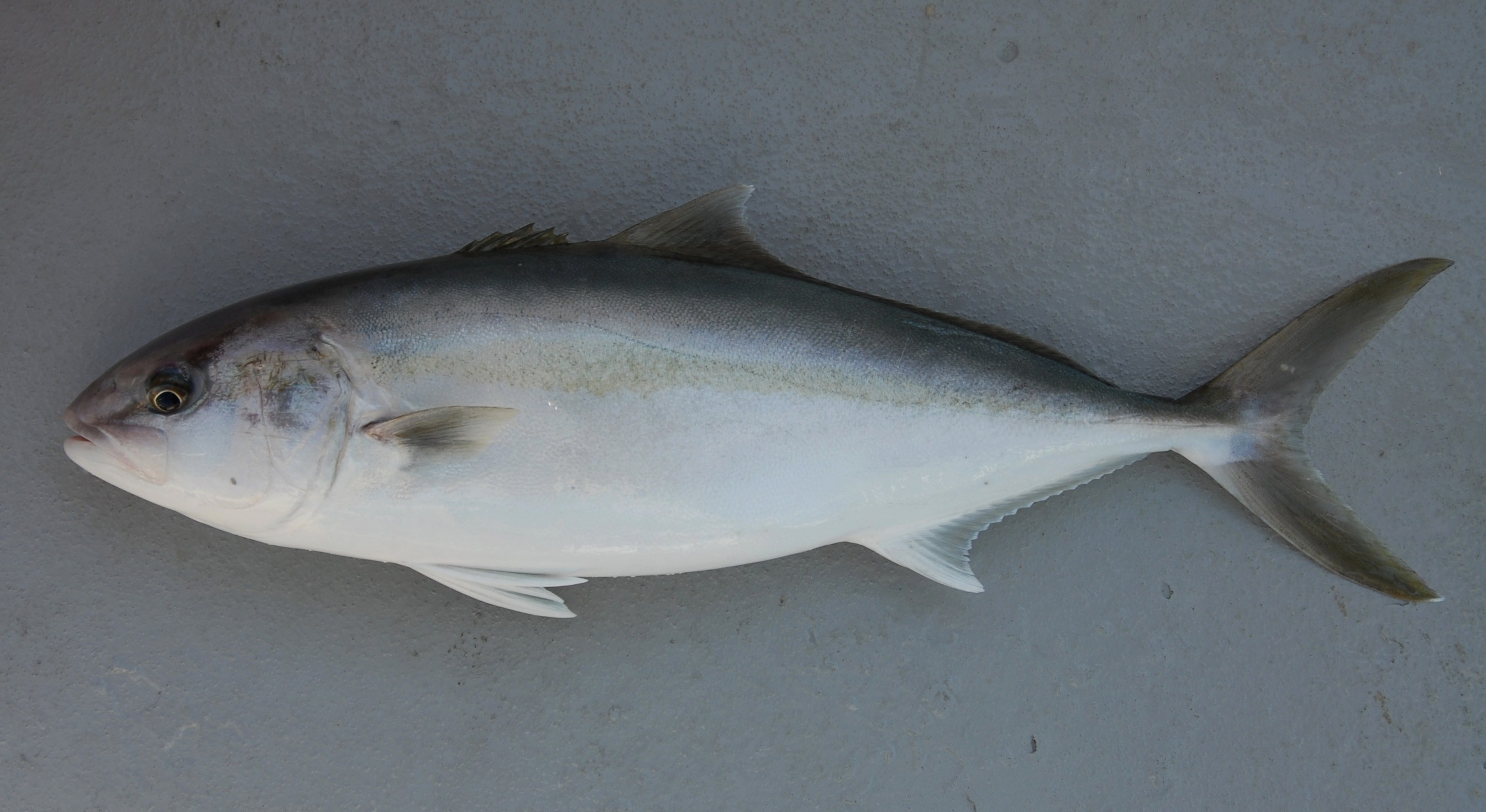
カンパチ
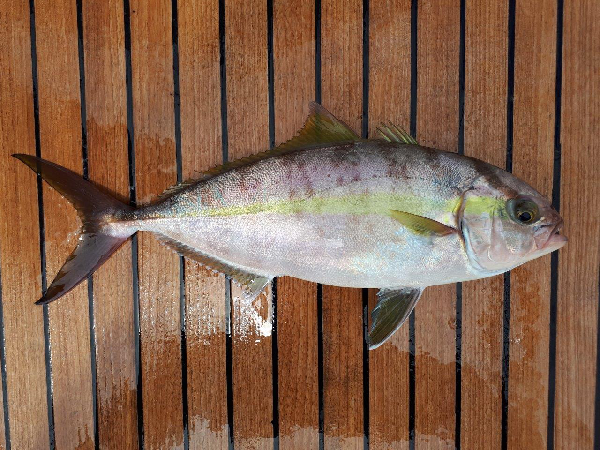
Lesser amberjack
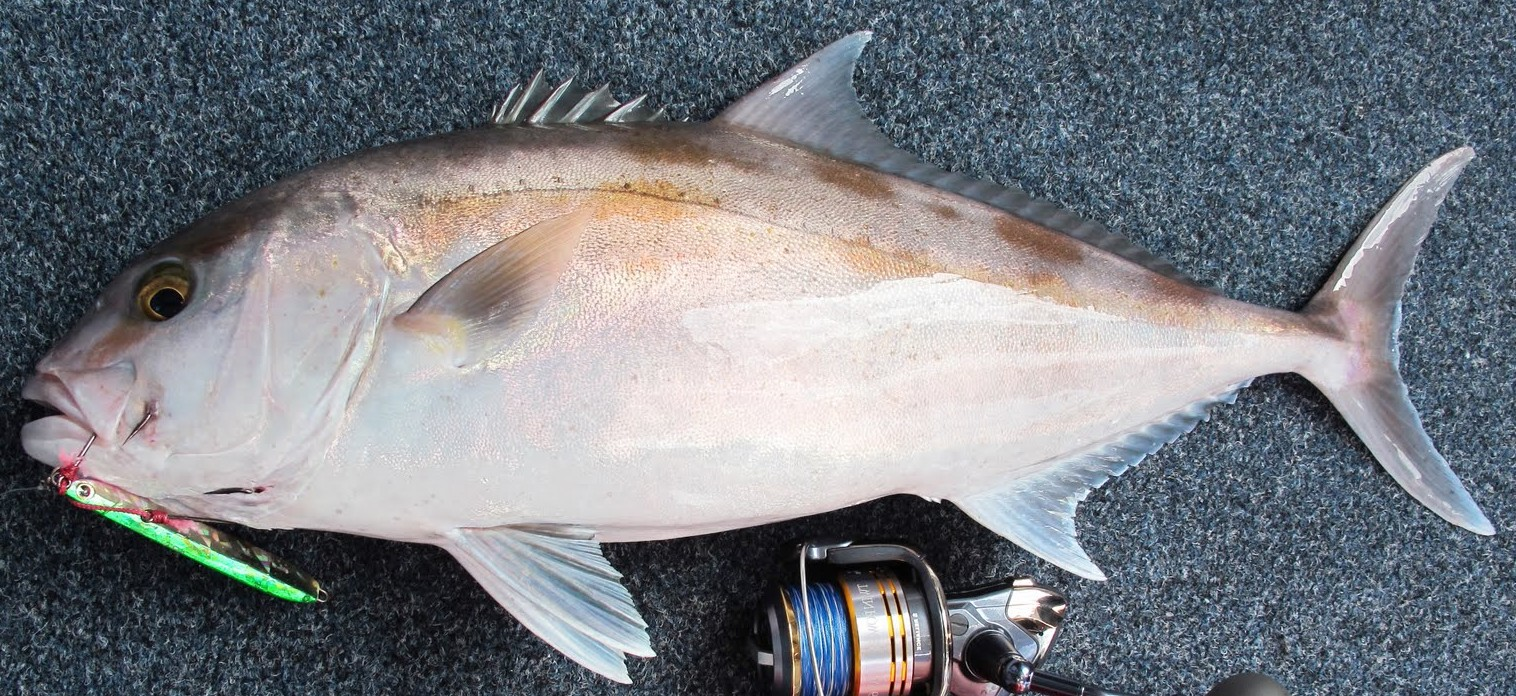
Samson fish
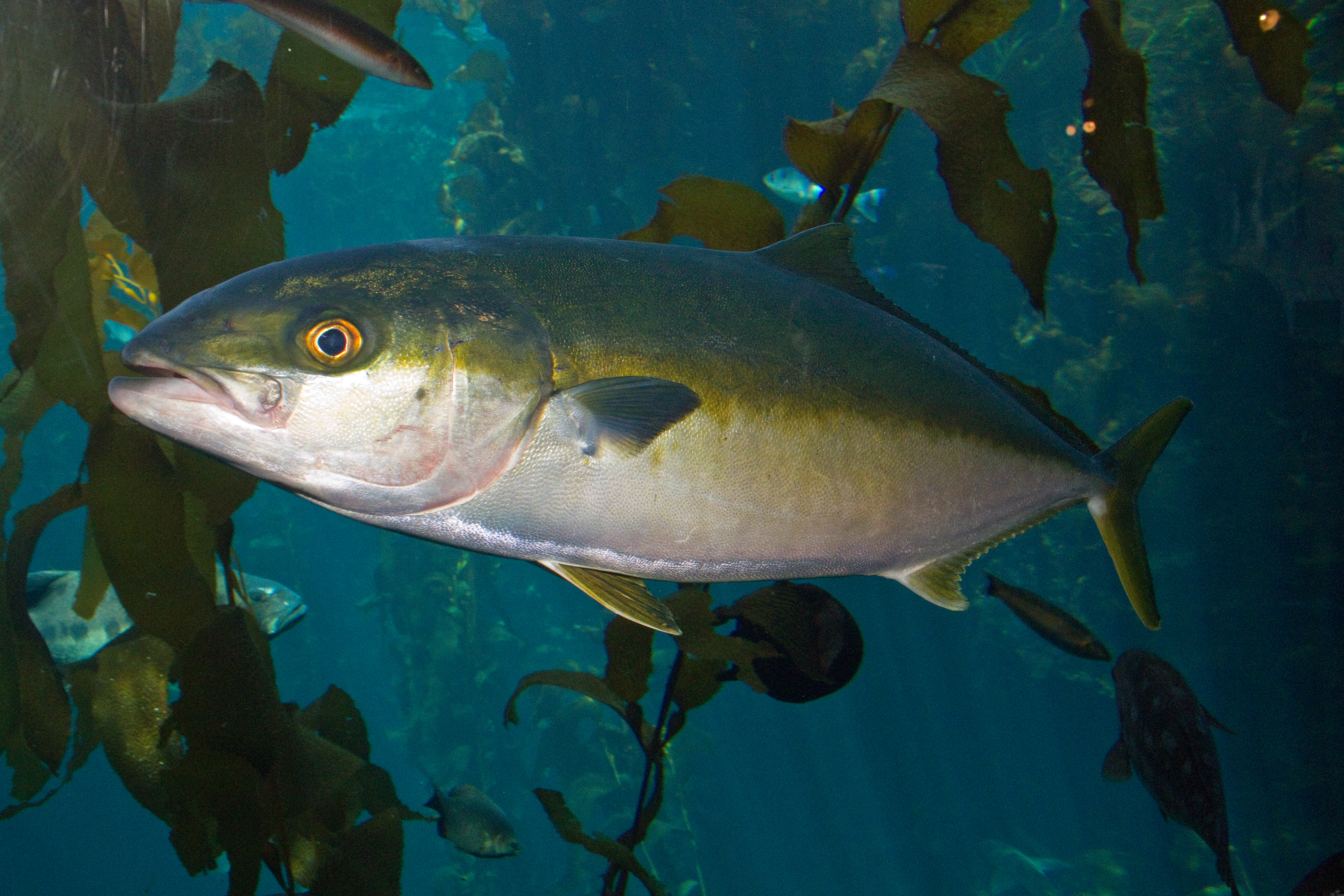
ヒラマサ
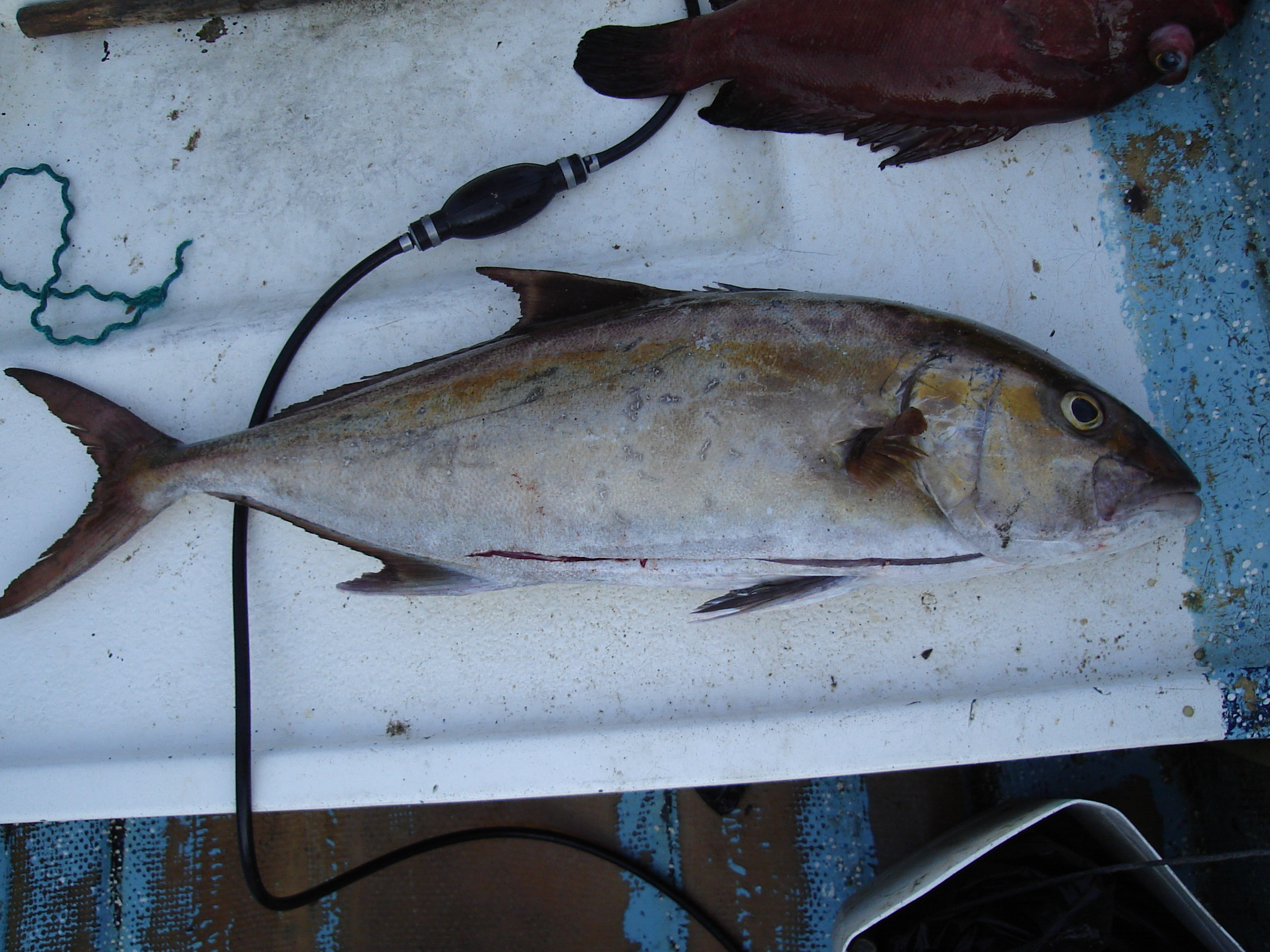
Fortune jack
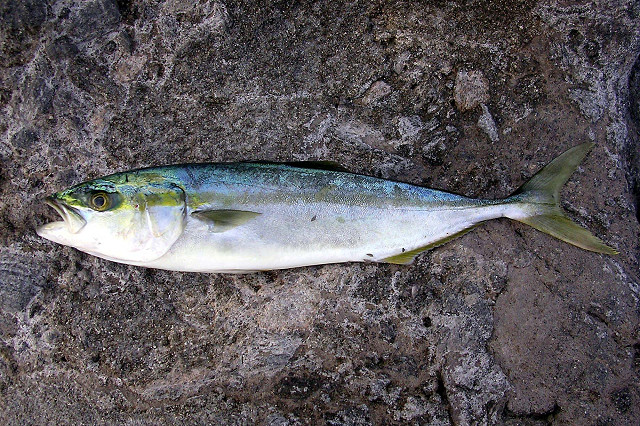
ブリ
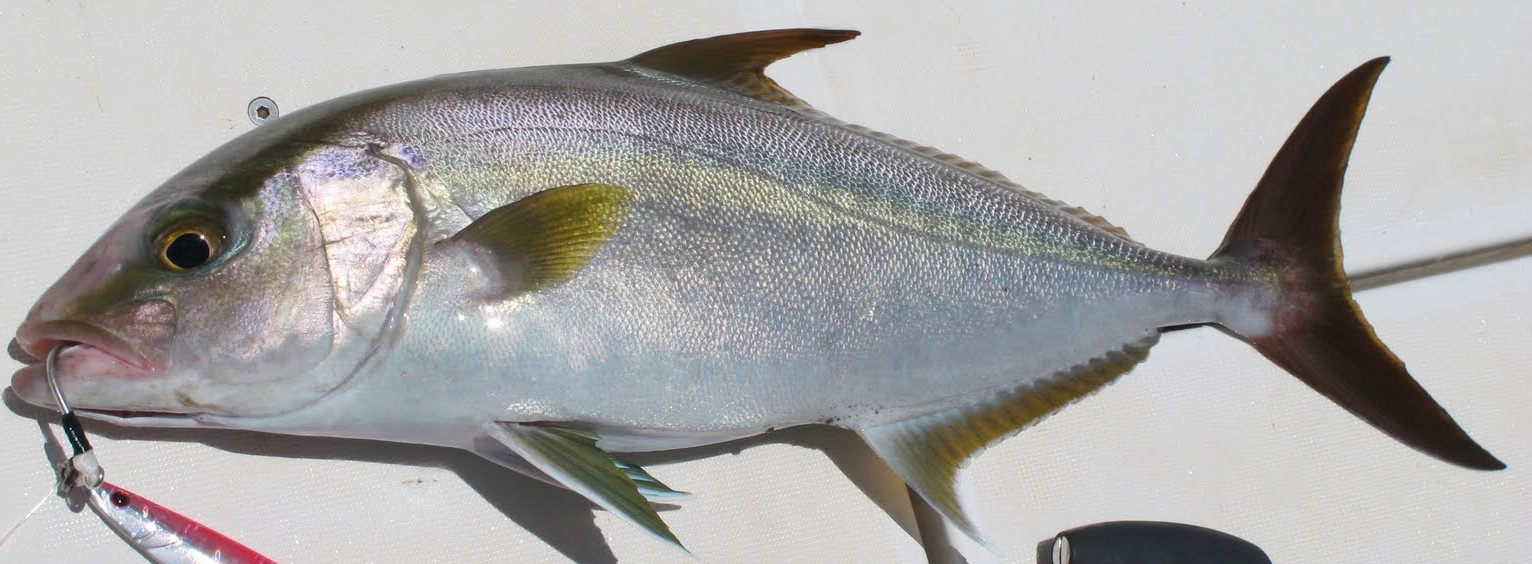
ヒレナガカンパチ
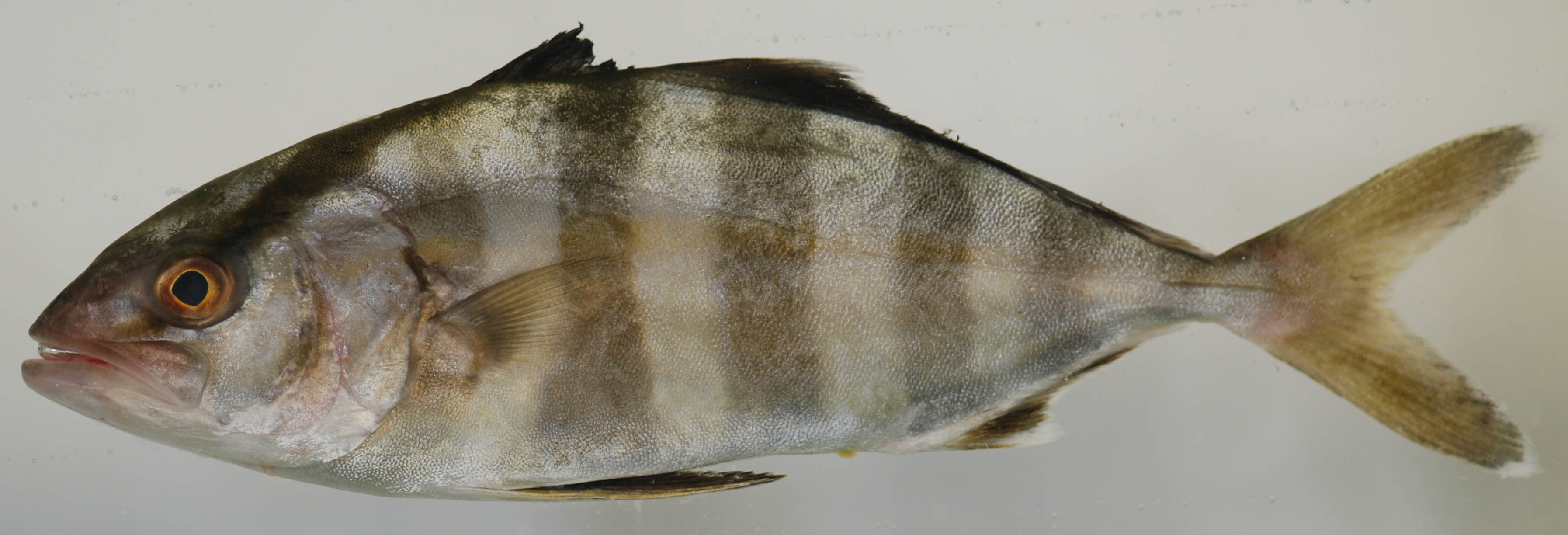
Banded rudderfish